# Leo Rajendram Antony
Leo Rajendram Antony (* 18. April 1927 in Karamban; † 3. Dezember 2012 in Trincomalee, Sri Lanka) war ein sri-lankischer Geistlicher und Bischof von Trincomalee-Batticaloa.

## Leben
Leo Antony trat am 8. Januar 1940 im Alter von 13 Jahren in das Kleine Seminar St. Martin in Jaffna ein; 1948 in das Priesterseminar St. Bernard in Borella, Colombo. Er studierte Theologie und Philosophie am Collegio urbano de Propaganda Fide in Rom. Der Sekretär der Congregatio de Propaganda Fide, Pietro Sigismondi, weihte ihn am 7. Dezember 1954 in Rom zum Priester des Bistums Jaffna. Nach seelsorgerischer Tätigkeit wurde er 1958 Persönlicher Sekretär von Ignatius Glennie SJ, dem Bischof von Trincomalee. 1962 erfolgte die Bestellung zum spirituellen Direktor der Rosarians in Tholagatty und Pfarrer von Vasavilan. 1966 übernahm er die Pfarre der Marienkathedrale in Jaffna.
Papst Paul VI. ernannte ihn am 3. August 1968 zum Titularbischof von Fissiana und Weihbischof in Jaffna. Der Bischof von Jaffna, Jerome Emilianus Pillai OMI, spendete ihm am 21. November 1968 die Bischofsweihe; Mitkonsekratoren waren Ignatius Glennie SJ, Bischof von Trincomalee, und Frank Marcus Fernando, Koadjutorbischof von Chilaw.
Am  18. Dezember 1972 wurde er zum Koadjutorbischof von Trincomalee-Batticaloa ernannt. Mit der Emeritierung von Ignatius Glennie SJ am 15. Februar 1974 folgte er ihm als Bischof von Trincomalee-Batticaloa nach. Am 17. März 1983 nahm Papst Johannes Paul II. sein vorzeitiges Rücktrittsgesuch an.